# ان‌جی‌سی ۳۰۶
ان‌جی‌سی ۳۰۶ (انگلیسی: NGC 306) یک خوشه باز در ابر ماژلانی کوچک و در صورت فلکی توکان قرار دارد. این خوشه در ۴ اکتبر ۱۸۳۶ توسط جان هرشل کشف شد.